# Cal Gual (Sant Sadurní d'Anoia)
Cal Gual és una casa de Sant Sadurní d'Anoia (Alt Penedès) protegida com a Bé Cultural d'Interès Local.

## Descripció
Casa entre mitgeres de planta baixa i pis. No té accés directe des del carrer, ja que el jardí la manté separada de la via pública. Per la part posterior s'obre a un pati. Destaca la doble escala corba que dona accés a la planta principal des del jardí. La barana és de ferro, amb un disseny diferent al del projecte, igual que el coronament en balustrada. La porta, amb una llinda decorada amb relleus, conserva un disseny modernista.
La planta baixa, on hi havia els carruatges, s'ha adaptat com aparcament de cotxes.

## Història
Aquesta fou una de les primeres cases que es construïren al carrer Diputació, aprofitant un projecte dissenyat pel carrer Raval, l'any 1880, que finalment s'ubicarà en aquest indret.
Superat el conflicte de la guerra carlina i en un moment de prosperitat econòmica, la vila tornà a créixer superant novament les muralles. El carrer Diputació serà el símbol d'una nova prosperitat que va de la mà de les millores de les comunicacions que suposen l'obertura de la carretera de la Llacuna a Sant Boi i un millor accés a l'estació de tren.